# Marquesia
Genre
Classification phylogénétique
 Marquesia est un genre d'arbres de la famille des Dipterocarpaceae originaire d'Afrique tropicale.

## Liste d'espèces
- Marquesia acuminata
- Marquesia excelsa
- Marquesia macroura
- Marquesia noldeae